# Konstanty Walewski
Konstanty Walewski herbu Kolumna – kasztelan brzeziński w latach 1700–1704, kasztelan konarski łęczycki w latach 1694–1700, stolnik sochaczewski.
Po zerwanym sejmie konwokacyjnym 1696 roku przystąpił 28 września 1696 roku do konfederacji generalnej. 5 lipca 1697 roku podpisał w Warszawie obwieszczenie do poparcia wolnej elekcji, które zwoływało szlachtę na zjazd w obronie naruszonych praw Rzeczypospolitej. Był członkiem konfederacji warszawskiej 1704 roku.